# Areas khasiana
Areas khasiana là một loài bướm đêm thuộc phân họ Arctiinae, họ Erebidae.